# Walter Zenga
Walter Zenga (født 28. april 1960 i Milano) er en tidligere italiensk fodboldspiller og nuværende fodboldtræner. Siden 30. juli 2016 har han været cheftræner for Wolverhampton Wanderers F.C. (Wolves).
Fra 1985 til 1992 spillede han 58 kampe for Italiens fodboldlandshold.